# Cadel Evans Great Ocean Road Race 2018 (vrouwen)
De vierde editie van de wielerwedstrijd Cadel Evans Great Ocean Road Race vond plaats op 27 januari 2018. Start en finish was in Geelong, Victoria, Australië.

## Verloop
Dit jaar was het parkoers van de 1.1-koers 113,3 kilometer lang. De titelhoudster was de Nederlandse Annemiek van Vleuten die dit jaar als 22e eindigde. Op het erepodium namen de Australische winnares Chloe Hosking, haar landgenote Gracie Elvin op plek twee en de Italiaanse Giorgia Bronzini op plek drie plaats.
Uit Nederland namen naast Van Vleuten (Mitchelton-Scott) Eva Buurman (Trek-Drops), Roxane Knetemann en Karlijn Swinkels (Alé Cipollini) en Jeanne Korevaar, Anouska Koster, Riejanne Markus, Monique van de Ree en Sabrina Stultiens (Waowdeals) deel.

## Uitslag
| #  | Renner              | Ploeg                      | Tijd    |
| -- | ------------------- | -------------------------- | ------- |
| 01 | Chloe Hosking       | Alé Cipollini              | 3u15'54 |
| 02 | Gracie Elvin        | Mitchelton-Scott           | z.t.    |
| 03 | Giorgia Bronzini    | Cylance Pro Cycling        | z.t.    |
| 04 | Audrey Cordon       | Wiggle High5               | z.t.    |
| 05 | Katarzyna Pawłowska | Team Virtu                 | z.t.    |
| 06 | Lauren Kitchen      | Team Australia             | z.t.    |
| 07 | Sharlotte Lucas     | Specialized Women's Racing | z.t.    |
| 08 | Kate McIlroy        | Specialized Women's Racing | z.t.    |
| 09 | Amy Cure            | Wiggle High5               | z.t.    |
| 10 | Anouska Koster      | Waowdeals                  | z.t.    |

Mannen: 2015 · 2016 · 2017 · 2018 · 2019 · 2020 · 
2021-2022 · 2023 · 2024 · 2025
Vrouwen: 2015 · 2016 · 2017 · 2018 · 2019 · 2020 · 
2021-2022 · 2023 · 2024 · 2025